# Дайан МакНайт
Дайан Макнайт (народилася 22 березня 1953 року) — є професором цивільної, екологічної та архітектурної інженерії в Університеті Колорадо в Боулдері та співробітником Інституту досліджень Арктики та Альп (INSTAAR). МакНайт є головним дослідником програми довготермінових екологічних досліджень (LTER) Національного наукового фонду в сухих долинах Мак-Мердо в Антарктиді.

## Окремі роботи
- McKnight, Diane M., et al. «Spectrofluorometric characterization of dissolved organic matter for indication of precursor organic material and aromaticity». Limnology and Oceanography. 46.1 (2001): 38-48.
- Aiken, George R., et al. Humic Substances in Soil, Sediment, and Water: Geochemistry, Isolation and Characterization. John Wiley & Sons, 1985.
- Tranvik, Lars J., et al. «Lakes and reservoirs as regulators of carbon cycling and climate». Limnology and Oceanography. 54.6 part 2 (2009): 2298—2314.